# Seychellia wiljoi
Espèce
Statut de conservation UICN

 EN B1ab(iii)+2ab(iii) : En danger
Seychellia wiljoi est une espèce d'araignées aranéomorphes de la famille des Telemidae.

## Distribution
Cette espèce est endémique des Seychelles.

## Publication originale
- Saaristo, 1978 : Spiders (Arachnida, Araneae) from the Seychelle islands, with notes on taxonomy. Annales. Zoologici Fennici, vol. 15, p. 99-126 (texte intégral).